# جیرارد کانگو اوئدرائوگو
جیرارد کانگو اوئدرائوگو (انگلیسی: Gérard Kango Ouédraogo؛ ۱۹ سپتامبر ۱۹۲۵ – ۱ ژوئیهٔ ۲۰۱۴) سیاست‌مدار اهل بورکینافاسو بود. وی از ۱۳ فوریه ۱۹۷۱ تا ۸ فوریه ۱۹۷۴ نخست‌وزیر این کشور بود.
جیرارد کانگو اوئدرائوگو در ۱ ژوئیه ۲۰۱۴، در سن ۸۸ سالگی درگذشت.